# Sven Ljungberg

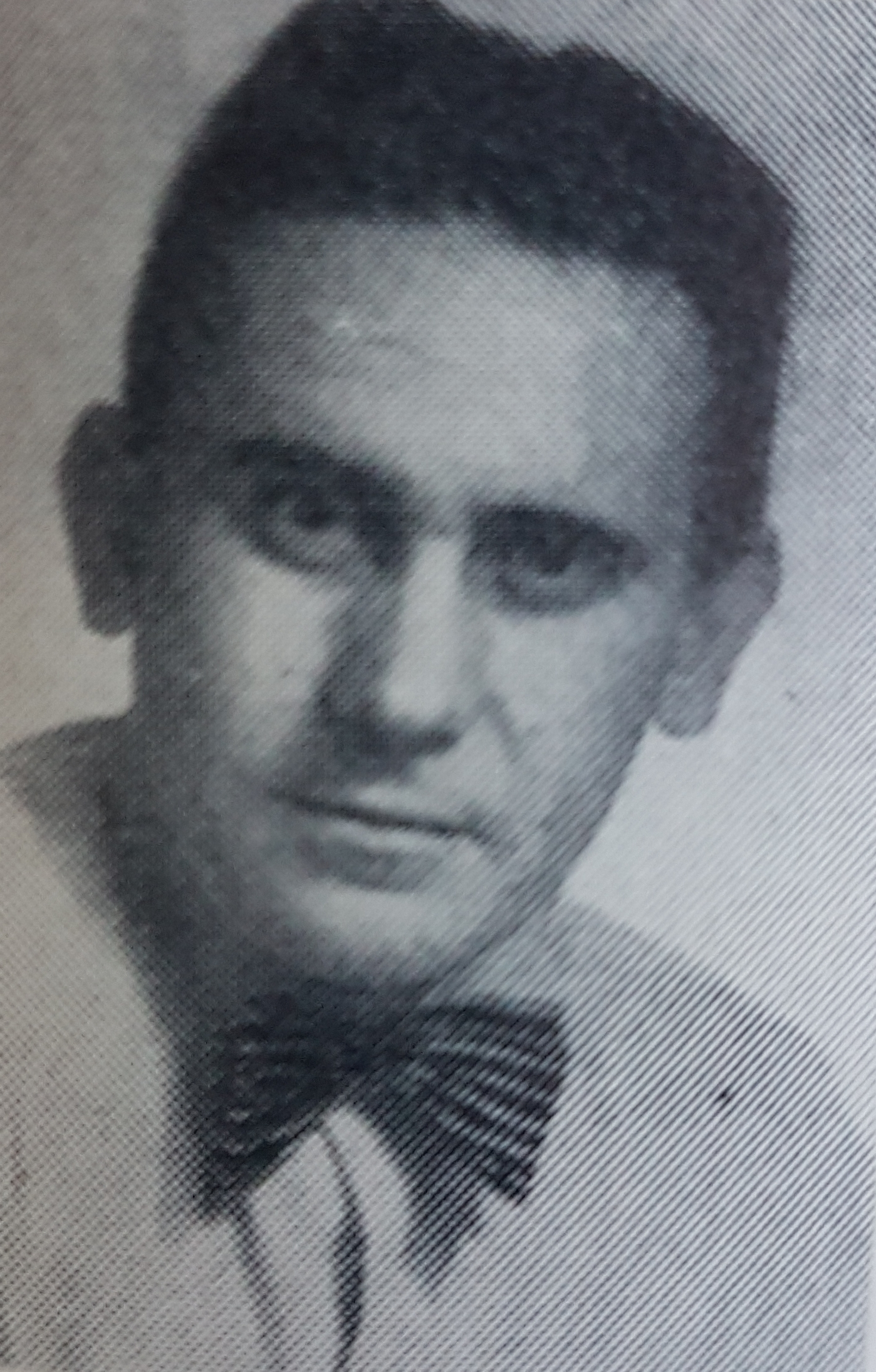
Sven Ljungberg

Sven Birger Ljungberg (* 15. Dezember 1913 in Ljungby; † 28. Juli 2010 in Italien) war ein schwedischer Künstler, Maler und Grafiker.
Ljungberg war von 1972 bis 1978 Direktor und von 1978 bis 1981 Rektor der Kungliga Konsthögskolan Stockholm in Stockholm.
Er malte überwiegend Bilder seiner Heimatstadt Ljungby, des Weiteren illustrierte er auch viele Bücher und fertigte Mosaike an.
Außerordentlich bekannt wurde er durch seine Porträts der Nobelpreisträger in Physik, Chemie und Wirtschaft, die zwischen 1977 und 1989 entstanden.
Verheiratet war Ljungberg mit der Künstlerin Ann Margret Dahlquist-Ljungberg, ihr gemeinsamer Sohn Pontus Ljungberg wurde Architekt und entwarf zusammen mit Dahlquist-Ljungberg ein Museum zu Ehren seines Vaters, welches nach zwölfjähriger Bauzeit 2002 eröffnet wurde.